# Беби-бум генерација
Беби-бум генерација (енгл. Baby-Boom Generation), или скраћено бумери (енгл. Boomers), су мушкарци и жене који су рођени у периоду од две деценије после завршетка Другог светског рата. Пораст броја рођених беба током овог периода демографи објашњавају чињеницом да су људи одлагали стварање потомства током рата. Овај нагли пораст становништва узроковао је многа прилагођавања у друштву и економском планирању.
Прва забележена употреба „бејби бумера“ се десила у јануару 1963.

## Терминологија
Термин се односи на приметан пораст наталитета. Пораст становништва након Другог светског рата описан је као „процват“ од стране разних новинара. Оксфордски речник енглеског језика датира савремено значење тог термина у чланку Вашингтон поста.